# حبيبي هولو
حبيبي هولو (بالكورية: 나 홀로 그대) هو مسلسل كوري جنوبي من بطولة يون هيون مين وكو سونغ هي، صدر على منصة نتفليكس في 7 فبراير 2020.

## القصة
امرأة شابة وحيدة تلتقي "هولو" ، وهو ذكاء اصطناعي بتقنية الهولوغرام، ولأنها مصابة بعمى التعرف على الوجوه. بعد أن قررت أن تعيش حياة منعزلة ، يتغير هذا عندما تبدأ في استخدام "هولو" الذي يشبه المطور المساعد كو نان دو. يساعدها هولو على أن تعيش حياتها كشخص عادي بدون عمى التعرف على الوجوه. لكن ماذا يحدث إذا وقع هذان الشخصان في الحب؟

## روابط خارجية
- حبيبي هولو على موقع IMDb (الإنجليزية)
- حبيبي هولو على موقع روتن توميتوز (الإنجليزية)
- حبيبي هولو على موقع نتفليكس (الإنجليزية)
- حبيبي هولو على موقع ليتربوكسد (الإنجليزية)
- حبيبي هولو على موقع كينوبويسك (الروسية)
- حبيبي هولو على موقع قاعدة بيانات الفيلم (الإنجليزية)